# Izraelci
Izraelci so narod, ki danes primarno živi na območju Izraela, in ima okoli 7 milijonov pripadnikov. Izraza se ne sme enačiti s Hebrejci (Izraeliti), etnično skupino, ki je živela na tem območju ob začetku našega štetja.
Julija 2005 se je 6,91 milijona ljudi izreklo za Izraelce. Skoraj tri četrtine Izraelcev predstavljajo Judje in okoli 20 % je Arabcev. Govorijo v glavnem hebrejsko, arabska manjšina pa tudi arabsko.